# Dusona assita
Dusona assita là một loài tò vò trong họ Ichneumonidae.